# 葛飾区立金町小学校
葛飾区立金町小学校（かつしかくりつ かなまちしょうがっこう）は、東京都葛飾区金町に所在する区立小学校。

## 概要
当時の金町村地域では最初に創設された学校（現在の自治体である葛飾区となってからは葛飾区立亀青小学校、葛飾区立新宿小学校についで3番目に創設された学校となる）。
1学年2クラスずつの学校で、1クラス平均30人。
この学校ならではの設備としては、ジョギングコース、第2校庭がある。
図書室は「学習センター(学校図書館)」と呼ばれている。

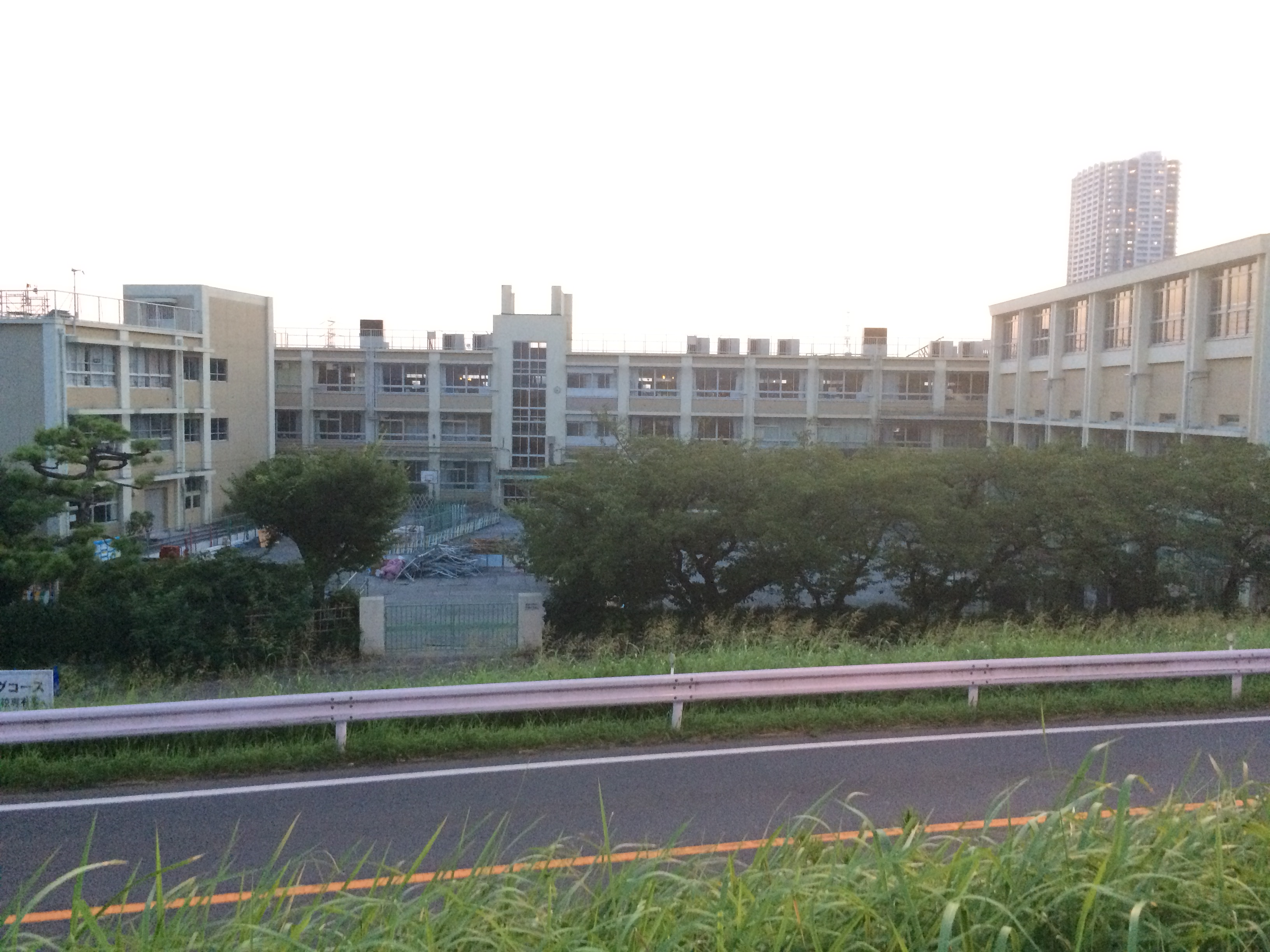
江戸川の土手から見た金町小学校の校舎、中央付近にはジョギングコースに出入りするための門が見える

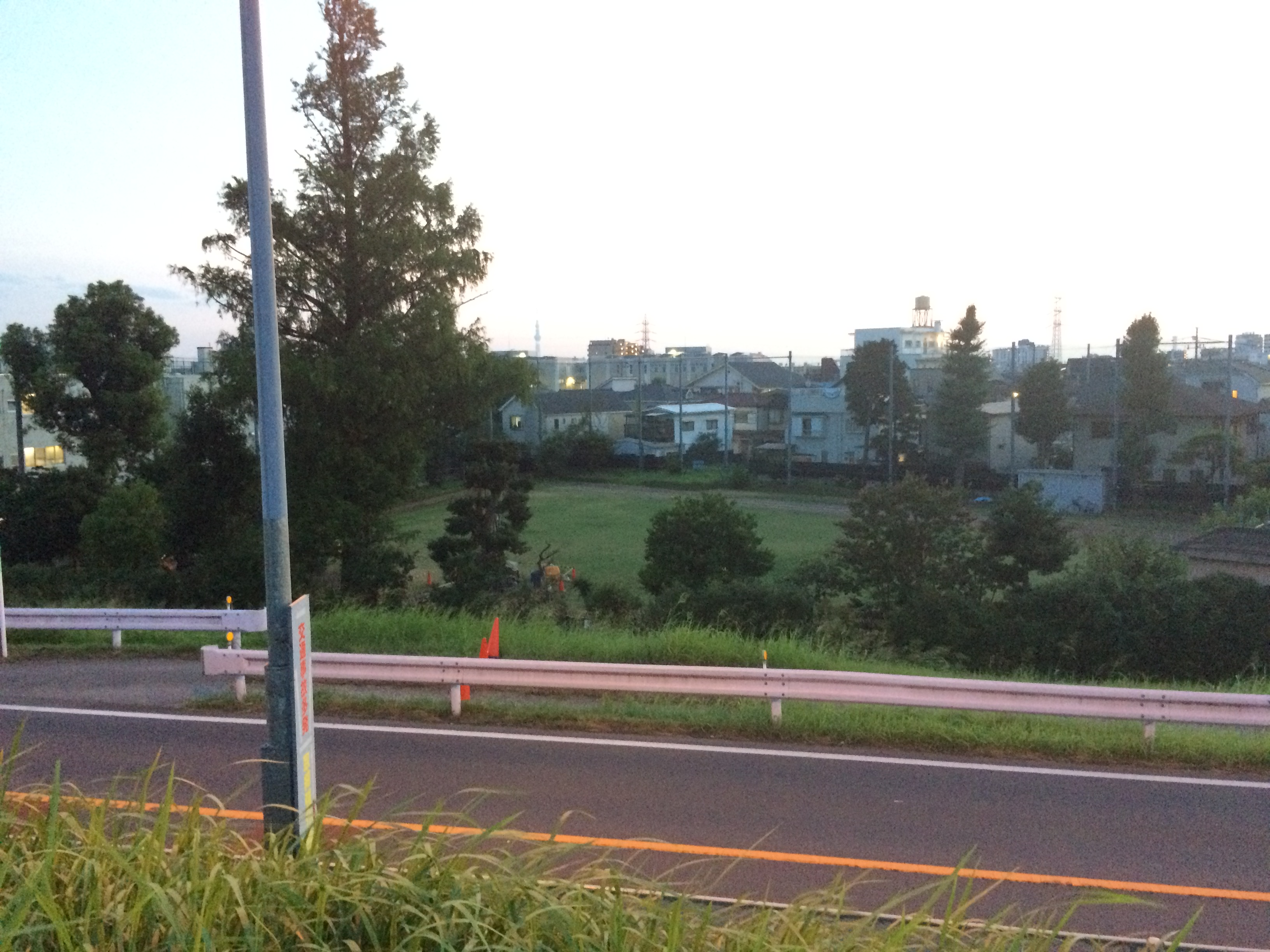
金町小学校の第2校庭（中央の平地）

今年で148周年になる。(2022年)

## 沿革
- 1874年（明治7年） 5月25日 - 東京府金町村大字金町の寺・金蓮院（葛飾区東金町3-23-13）内に「欣和（きんか）小学校」創立。
- 1891年（明治24年）12月1日 - 「金町村大字金町尋常小学校」と改称。
- 1904年（明治37年）4月15日 - 柴又尋常小学校を併合、高等小学校を併設し「金町村尋常高等小学校」とする。学区域は当時の金町村、柴又村、水元村。
- 1905年（明治38年） - 現在の場所に移転。
- 1925年（大正14年）4月1日 - 「東京府東京市金町町立尋常高等小学校」と改称。
- 1934年（昭和9年） 4月1日 - 東京市末広尋常小学校が分離独立。（後に葛飾区立末広小学校より葛飾区立原田小学校、葛飾区立柴原小学校が分離独立）
- 1939年（昭和14年）10月2日 - 東京市柴又尋常小学校が分離独立。（後に葛飾区立柴又小学校より葛飾区立東柴又小学校が分離独立）
- 1941年（昭和16年）4月1日 - 「東京市金町国民学校」と改称。
- 1944年（昭和19年） - 新潟県高田市に集団疎開。
- 1947年（昭和22年） - 「東京都葛飾区立金町小学校」と改称。（学制改革　高等科廃止）
- 1949年（昭和24年）6月18日 - 葛飾区立金町小学校半田分教場を設立。
- 1951年（昭和26年）4月1日 - 葛飾区立半田小学校が分離独立。
- 1954年（昭和29年）4月1日 - 葛飾区立北野小学校が開校し、児童分離。
- 1964年（昭和39年）7月10日 - 鉄筋第一期工事完成（普通教室11、校長室、会議室）
- 1965年（昭和40年）7月1日 - 鉄筋第二期工事完成（普通教室11、特別教室3、体育館、保健室、調査室等）
- 1971年（昭和46年）6月24日 - プール落成。
- 1979年（昭和54年）3月26日 - 特別教室増築（保健室、特別活動室、家庭科室、訪問学級、視聴覚室、図書室）
- 1983年（昭和58年）4月25日 - ジョギングコース完成使用開始。
- 2008年（平成20年）3月25日 - 第2校庭完成[3]。
- 2022年（令和4年） - 第2校庭に学童施設「つばさ学童保育施設」完成。

## はだし教育
- 5～10月にはだし教育を実施している。（この学校では「はだしの生活」と呼称）[4]
- 全校での徒歩遠足[5]およびジョギング[4]を行っている。

## 所在地
- 東京都葛飾区金町3丁目44番1号[6]

アクセス
- 常磐線、千代田線金町駅、または京成金町駅から徒歩12分[6]（経路案内）。

## 関係者

### 出身者
- 成田実生[7]（競泳選手）